# Ambrosio Alcalde
Ambrosio Alcalde är en ort i Mexiko.   Den ligger i kommunen Tlacojalpan och delstaten Veracruz, i den sydöstra delen av landet, 400 km öster om huvudstaden Mexico City. Ambrosio Alcalde ligger 21 meter över havet och antalet invånare är 205.
Terrängen runt Ambrosio Alcalde är mycket platt. Runt Ambrosio Alcalde är det ganska tätbefolkat, med 86 invånare per kvadratkilometer. Närmaste större samhälle är Tuxtepec, 19,2 km sydväst om Ambrosio Alcalde. Trakten runt Ambrosio Alcalde består till största delen av jordbruksmark.